# Cassoulet de morue
Le cassoulet de morue est une spécialité culinaire de la cuisine tarnaise. C'est une adaptation du célèbre cassoulet aux repas des jours maigres de la tradition catholique.

## Origine
Autrefois, la règle des repas de jour maigre, durant le carême, imposait de ne pas consommer de viande les mercredi, vendredi et samedi veille de fête. Elle était suivie scrupuleusement par les fidèles catholiques. Si les riches mangeaient du poisson frais, les plus modestes se contentaient du poisson le moins cher à leur disposition, la morue salée. Ils l’accommodaient avec le traditionnel plat de haricots secs.

## Ingrédients
La morue et les haricots secs sont les principaux ingrédients avec des fruits de mer : moules et noix de Saint-Jacques ; légumes : oignons, carottes, tomates, céleri, ail, bouquet garni et le classique safran.

## Élaboration
Les haricots secs, trempés une douzaine d'heures, sont mis à blanchir puis à cuire avec un bouquet garni, ail, oignons et carottes. Les carottes, tomates et céleri taillés en julienne sont étuvés avec les noix de Saint-Jacques puis liés au jaune d’œuf et embossés dans un boyau de porc. Les ingrédients sont réunis : haricots cuits, saucisse de fruits de mer, moules et soupe de poisson. Une sauce faite de crème fraiche, moutarde et safran est ajoutée dans une louche de soupe de poisson et répartie sur le dessus avant mise au four pour gratiner dans une cassole.
La morue dessalée est frite à la poêle et servie sur le cassoulet.